# Kent Ekeroth
Kent Alexander Ekeroth, född 11 september 1981 i Möllevångens församling i Malmö, är en svensk civilekonom och politiker (sverigedemokrat). Han var ordinarie riksdagsledamot 2010–2018, invald för Stockholms läns valkrets (2010–2014) respektive Skåne läns norra och östra valkrets (2014–2018). Sedan hösten 2022 är Ekeroth oppositionsråd i Region Dalarna. Han är även VD för den högerpopulistiska webbtidningen Samhällsnytt.
Ekeroth var Sverigedemokraternas rättspolitiske talesperson till november 2012, då medial uppmärksamhet kring Ekeroths delaktighet i Järnrörsskandalen ledde till att han lämnade uppdraget.
Sverigedemokraternas partiledare, Jimmie Åkesson, uppmanade den 24 november 2016 Kent Ekeroth att ta timeout från sitt uppdrag i justitieutskottet efter att en förundersökning om misshandel inletts mot Ekeroth med anledning av ett krogslagsmål natten mot den 24 november 2016. Den 25 november 2016 meddelade Ekeroth, att han tar timeout från sitt uppdrag i justitieutskottet. Den 1 december 2017 meddelades hovrättens dom som friade Kent Ekeroth från misstankarna om ringa misshandel.

## Biografi
Ekeroth är utbildad civilekonom. Han har judisk bakgrund, från sin mor som föddes och växte upp i Kazakhstan, dåvarande Sovjetunionen, och invandrade till Sverige via Polen, men säger sig vara sekulär. Hans tvillingbror Ted Ekeroth är även han aktiv inom Sverigedemokraterna och var tidigare ledamot av Lunds kommunfullmäktige.
Ekeroth gick med i Sverigedemokraterna år 2006. I Europaparlamentsvalet 2009 var Ekeroth den av Sverigedemokraternas kandidater som fick näst flest personröster.
Mellan 2007 och 2017 var Ekeroth Sverigedemokraternas internationelle sekreterare.

### Uppsägningen från ambassaden i Tel Aviv
I oktober 2006 blev Ekeroth uppsagd från en praktikplats vid Sveriges ambassad i Tel Aviv, sedan ambassaden fått vetskap om hans engagemang i Sverigedemokraterna och de kontroversiella åsikter han framfört på sin blogg. Ekeroth, som praktiserat vid ambassaden sedan början av september samma år, bestred agerandet och i augusti 2008 beslöt justitiekanslern Göran Lambertz att uppsägningen var olaglig. Utrikesdepartementet förpliktades genom JK:s beslut att betala ett skadestånd på 30 000 kronor till Ekeroth.

### Riksdagsledamot
Ekeroth var riksdagsledamot 2010–2018. I riksdagen var han ledamot i justitieutskottet 2010–2012 och 2014–2018, ledamot i skatteutskottet 2014 och ledamot i Nordiska rådets svenska delegation 2014. Ekeroth var även suppleant i EU-nämnden, näringsutskottet, skatteutskottet och utrikesutskottet.
Inför valet 2018 petades Ekeroth från Sverigedemokraternas riksdagslista, efter att partiledningen tidigare hade uttalat att "vi tycker att han i sitt val av livsföring, uppförande och omdöme inte lyckas leva upp till de höga krav som partiet ställer på företrädare i kriminalpolitiska frågor" och att "Kent Ekeroths förtroende hos stora delar av allmänheten har skadats genom en rad olika incidenter genom åren".

### Järnrörsskandalen
Den 14–15 november 2012 presenterade Expressen ett filmmaterial som föranledde att Erik Almqvist avsattes som ekonomiskpolitisk talesperson för Sverigedemokraterna på grund av rasistiska och sexistiska uttalanden. Kent Ekeroth tog en paus från sitt uppdrag som rättspolitisk talesperson efter att på samma video gått runt med ett metallrör på en gata i Stockholm. Detta kom att kallas Järnrörsskandalen. Den 21 november meddelade Ekeroth att han lämnade sitt uppdrag som rättspolitisk talesperson och att han inte skulle delta i något utskottsarbete. Den 28 november meddelade överåklagare Mats Åhlund att förundersökning inte skulle inledas mot Ekeroth.
Den 24 januari 2013 upphörde Ekeroths politiska paus när han blev suppleant i EU-nämnden och näringsutskottet.
Ekeroth stämde flera massmedieföretag, bland dem SVT och Göteborgs-Posten, som publicerat hans bilder från järnrörsskandalen. Stämningsansökningarna rörde "otillåten exemplarframställning, otillåtet tillgängliggörande samt kränkning av ideell rätt, i strid med lag (SFS 1960:729) om upphovsrätt till litterära och konstnärliga verk". Ekeroth tilldömdes ersättning i flera sådana fall, efter att frågan gått hela vägen till Högsta domstolen.

### Fälld och friad för misshandel, ringa brott
Ekeroth åtalades 3 februari 2017 för misshandel, ringa brott, efter anklagelser om att ha slagit en man i ansiktet. Händelsen utspelade sig 24 november 2016 i kön in till nattklubben Solidaritet efter att mannen till Ekeroth sagt något om järnrör. Ekeroth säger sig ha handlat i nödvärn. Rättegången hölls i Stockholms tingsrätt den 21 juni. Den 28 juni fälldes han i tingsrätten och dömdes till dagsböter. Den 1 december 2017 meddelade dock hovrätten att Kent Ekeroth frias från misstankarna om ringa misshandel.

### Motstånd mot islam
Ekeroth har profilerat sig som en stark motståndare till islam. Under Sverigedemokraternas landsdagar 2009 fick han medial uppmärksamhet för ett islamkritiskt tal, där han bland annat uttalade att islam måste bekämpas och att Koranen "hetsar till våld mot ickemuslimer". I december 2011 sände Uppdrag granskning i SVT ett program där Ekeroths kopplingar till islamfientliga Counterjihadrörelsen kartlades. I granskningen framkom det att Ekeroth haft en aktiv roll inom Counterjihad och att han haft kontakt med och refererat till personer inom rörelsen som uppmanar till våld mot islam, vilket även framkommer i Gellert Tamas bok Det svenska hatet. Efter Uppdrag gransknings program kommenterade Sverigedemokraterna programmet och uppgav att Ekeroth inte längre är aktiv inom Counterjihad.

### Politiskt inkorrekt och Avpixlat
Ekeroth förmedlade donationer till och registrerade webbdomänen för webbplatsen Politiskt inkorrekt samt senare även webbplatsen Avpixlat. Den senare grundades 2011 och blev efterföljare till den nedlagda bloggen Politiskt Inkorrekt. Avpixlat har beskrivits som rasistisk, främlingsfientlig och högerextrem. Webbplatsen hade kopplingar till Sverigedemokraterna och Ekeroth, som upplät sitt konto för donationer. Ekeroth befanns även vara skattepliktig för näringsverksamhet i och med Avpixlats intäkter.